# Twala
 (janvier 2023).
L'article doit être relu — et modifié si nécessaire — par des contributeurs indépendants pour apporter un regard critique aux contributions effectuées en violation des conditions d'utilisation de Wikipédia, tant sur la forme (notamment concernant le style encyclopédique, la proportionnalité) que sur le fond (la neutralité de point de vue, la qualité et l'indépendance des sources).
Twala est un journal algérien en ligne. Son nom fait référence au proverbe algérien « الخبر يجيبوه التوالى » qu’on peut littéralement traduire par « l’information est apportée par les survivants d’une bataille ». Mais les fondateurs de Twala préfèrent une traduction moins triste, faite par le poète contemporain Amin Khan : « Ici est une vérité retardée par les lenteurs du temps ».
Twala est édité par la Sarl Twala et appartient totalement à ses cofondateurs. Il promeut un modèle économique basé sur la vente d’abonnements. C’est d’ailleurs le premier média algérien à s’être doté d’un module de paiement électronique.
Lancé en octobre 2020 par des journalistes aguerris et reconnus en pleine campagne de répression contre les médias, ce site d’information indépendant ambitionne de revenir à un journalisme « des faits, de la rigueur et de l’enquête ». Le journal a été censuré en Algérie moins de deux mois après son lancement.
Parmi ses fondateurs, l’on compte le journaliste d’investigation Lyas Hallas, le chercheur en géopolitique Raouf Farrah, la journaliste et réalisatrice Amel Blidi ou encore l’écrivain Salah Badis.